# Ebertshausen (Zella-Mehlis)
Ebertshausen ist eine Siedlung im Landkreis Schmalkalden-Meiningen in Thüringen, die zum Ortsteil Benshausen der Stadt Zella-Mehlis gehört.

## Lage
Ebertshausen liegt im Tal der Lichtenau, welches von Zella-Mehlis nach Schwarza führt. In ihm verläuft die Kreisstraße 580 vormals B 280. Das Tal ist schmal. Im Tal befinden sich neben Wasserläufen meist Wiesen, rechts und links bewaldete Ausläufer des Thüringer Waldes.

## Geschichte
Ebertshausen, ein ursprünglich fränkisches, bis zum Jahre 1660 hennebergisches, bis 1816 kursächsisches, anschließend preußisches und seit 1944/45 thüringisches Dorf, wurde bereits am 2. Oktober 838 in einem fuldaschen Schenkungsbrief unter dem Namen Eburiseshuson erwähnt. Eine weitere urkundliche Erwähnung von 1221 ist belegt. Die terrassenartigen Grünlandstandorte erinnern an das einst karge Leben im Thüringer Wald. Um die Ernährung zu unterstützen, produzierte man bäuerliche Erzeugnisse – deshalb die Terrassenwiesen.
Ebertshausen war 1598/1599 von Hexenverfolgungen betroffen. Eine Frau geriet in einen Hexenprozess und wurde verbrannt.
Ebertshausen wurde nach dem Dreißigjährigen Krieg nach Benshausen eingepfarrt, hat aber eine Kirche. Gerichtlich gehörte es zunächst zur Zent Benshausen und kam mit dieser zum kursächsischen Amt Kühndorf. Am 8. März 1994 wurde der Ort schließlich nach Benshausen eingemeindet. Zum 1. Januar 2019 wurde Ebertshausen im Zuge der Eingemeindung von Benshausen gemeinsam mit Benshausen Ortsteil von Zella-Mehlis.